# Dans ma chair
Dans ma chair este cel de-al patrulea album de studio al cântăreței franceze Patricia Kaas.

## Conținut
- Ediție Standard:

1. „Quand j'ai peur de tout” — 4:20
2. „Dans ma chair” — 4:34
3. „Chanson simple” — 3:22
4. „J'ai tout quitté pour toi” — 3:50
5. „Je me souviens de rien” — 4:05
6. „Les Lignes de nos mains” — 4:15
7. „Je sais” — 3:10
8. „Je voudrais la connaître” — 4:16
9. „Fais-moi l'amitié” — 4:30
10. „L'Amour devant la mer” — 3:37
11. „Je compte jusqu'à toi” — 5:05
12. „Sans toi” — 4:01
13. „Don't Let Me Be Lonely Tonight” (duet cu James Taylor — 4:54